# 가업 (영화)
《가업》(Family Business)는 한국에서 제작된 장지훈 감독의 2009년 드라마, 코미디 영화이다. 지용석 등이 주연으로 출연하였다.

## 출연

### 주연
- 지용석
- 김종완
- 정경민